# Signal Iduna Park
Signal Iduna Park, tidigare Westfalenstadion, är en fotbollsarena i Dortmund i Tyskland. Här spelar Borussia Dortmund sina hemmamatcher och har av Uefa utsetts till femstjärnig fotbollsarena. 
Signal Iduna Park kännetecknas av sin täta och högljudda atmosfär som skapas av de över 80 000 åskådare som besöker så gott som varje hemmamatch. Arenan byggdes inför världsmästerskapet i fotboll 1974 och är en av tolv arenor som användes under världsmästerskapet i fotboll 2006. Den mest kända delen av arenan är Südtribüne där den allra största gruppen hängivna fans samlas.
Signal Iduna Park har år 2015 en publikkapacitet på 81 365  åskådare, vilket gör den till den största fotbollsarenan i Tyskland. Vid internationella matcher är kapaciteten begränsad till 65 766 åskådare.
Namnet Signal Iduna Park kommer från Signal Iduna som köpte namnrättigheterna till arenan år 2005. Det nuvarande kontraktet sträcker sig till och med 2031. I folkmun kallas stadion fortfarande bara Westfalenstadion.

## Evenemang
- VM i fotboll: 1974, 2006
- Finalen av Uefacupen 2000/2001
- Bundesliga
- Tysklands herrlandslag i fotboll

## Hemmalag
- Borussia Dortmund